# Diogmites lineola
Diogmites lineola är en tvåvingeart som först beskrevs av Stanley Willard Bromley 1934.  Diogmites lineola ingår i släktet Diogmites och familjen rovflugor. Inga underarter finns listade i Catalogue of Life.